# Epeolus alatus
Epeolus alatus är en biart som beskrevs av Heinrich Friese 1922. Epeolus alatus ingår i släktet filtbin, och familjen långtungebin. Inga underarter finns listade i Catalogue of Life.